# Mantes-la-Ville
Mantes-la-Ville – miejscowość i gmina we Francji, w regionie Île-de-France, w departamencie Yvelines. Przez miejscowość przepływa Sekwana. 
Według danych na rok 1990 gminę zamieszkiwało 19 081 osób, a gęstość zaludnienia wynosiła 3149 osób/km² (wśród 1287 gmin regionu Île-de-France Mantes-la-Ville plasuje się na 151. miejscu pod względem liczby ludności, natomiast pod względem powierzchni na miejscu 608.).

## Współpraca
- Chigwell, Anglia
- Hillingdon, Anglia
- Neunkirchen, Niemcy